# Klaragyl, Småland
Klaragyl är en sjö i Älmhults kommun i Småland och ingår i Skräbeåns huvudavrinningsområde.